# Velimir Andrejić
Velimir Andrejić (Belgrado, 23 febbraio 1967) è un allenatore di calcio a 5 ed ex giocatore di calcio a 5 serbo, precedentemente jugoslavo e serbo-montenegrino.

## Carriera

### Giocatore
Cresce nel Mungosi fino al 1992, quando si trasferisce in Italia per giocare nel Bologna. Rimane nella squadra felsinea per 4 anni disputando tre campionati di Serie A ed uno di B.
Nel 1996 passa al Prato, dove gioca per altri quattro anni in massima serie, raggiungendo per 2 volte la finale di Coppa Italia.
Dopo una stagione al San Paolo Pisa in A2, nel 2002 torna in Emilia-Romagna, questa volta all'Imola, dove gioca le ultime 3 stagioni da giocatore.

### Allenatore
La sua carriera di tecnico inizia ancor prima di appendere gli scarpini al chiodo; infatti nel 2000 è chiamato a sostituire Alberto Carobbi sulla panchina del Prato come allenatore/giocatore.
Sempre con il doppio ruolo sono i suoi 3 anni ad Imola, dove nel 2005 conquista la prima storica promozione in A2 dell'OMGM.
Lasciati i romagnoli e ritiratosi da giocatore, nel 2005 torna a Prato dove è chiamato a sostituire Jesús Velasco. Rimane per una stagione, senza riuscire ad evitare la retrocessione dei lanieri. Nello stesso entra a far parte dello staff tecnico della Nazionale serba.
L'estate 2006 segna l'inizio della sua avventura al Kaos, dove allena per i successivi 5 anni, portando i bolognesi dalla Serie B alla A. Nel dicembre 2011 lascia la squadra per motivi personali, per poi tornare l'estate successiva nel ruolo di allenatore del settore giovanile. Proprio in questo periodo vive l'apice della sua carriera di tecnico, vincendo svariati titoli nazionali su più categorie giovanili, prima tra tutte quella Under-21. Viene inoltre nominato per 2 volte traghettatore della prima squadra fino a fine stagione: nel 2015 (in sostituzione di Leopoldo Capurso) e nel 2017 (in sostituzione di Julio Fernández).
Nel 2017, dopo undici anni, lascia il Kaos e torna a Imola per allenare i giovanissimi dell'Imolese. Nel 2019 ritorna ad allenare una prima squadra, accordandosi con il Balça Calcio a 5, squadra bolognese della serie C1 emiliana.
Durante la stagione 2021-2022, ottiene la promozione per il campionato di Serie B, arrivando con il Balça Calcio a 5 a disputare le fasi nazionali dei playoff di Serie C1.
È confermato come allenatore del rifondato Balça Poggese per la stagione di Serie B 2022-2023.
In questa stagione riesce a ottenere la salvezza e l’ottava posizione in classifica nel Girone C - miglior piazzamento tra le neopromosse del girone -, con una cavalcata in rimonta a partire da dicembre (soprattutto grazie a un rimaneggiamento della rosa durante il mercato di riparazione).

## Palmarès

### Allenatore

#### Competizioni nazionali
- Campionato di Serie B: 2
Imola: 2004-2005
Kaos: 2006-2007

#### Competizioni giovanili
- Campionato italiano Under-21: 2
Kaos: 2012-13, 2015-16
- Coppa Italia Under-21: 1
Kaos: 2013-14
- Supercoppa italiana Under-21: 3
Kaos: 2012, 2013, 2016